# Lasiopogon chrysotus
Lasiopogon chrysotus är en tvåvingeart som beskrevs av Cannings 2002. Lasiopogon chrysotus ingår i släktet Lasiopogon och familjen rovflugor.
Artens utbredningsområde är Tennessee. Inga underarter finns listade i Catalogue of Life.